# Fermentation
Pour les articles homonymes, voir Fermentation (homonymie).

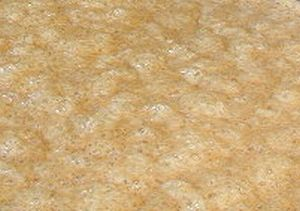
Exemple de fermentation industrielle : des bulles de dioxyde de carbone forment de la mousse à la surface d'un liquide.

La fermentation est un processus d'oxydoréduction biologique où le substrat de départ, par exemple le glucose, est oxydé en molécule(s) servant d'accepteur terminal d'électrons, par exemple le pyruvate (2-oxo-propanoïque) pour la réoxydation des coenzymes réduits (NADH et ferrédoxines réduites). Les molécules issues de cette transformation sont libérées dans le milieu. L'énergie de ces réactions d'oxydoréduction est récupérée sous forme d'ATP en général, en quantité limitée. Un exemple classique permet d'illustrer ce concept : dans la fermentation éthanolique classique le glucose est oxydé en pyruvate décarboxylé en éthanal (acétaldéhyde) qui est réduit en éthanol avec réoxydation des coenzymes réduits (NADH).
Les molécules issues de fermentation sont généralement des acides ou des alcools, le dihydrogène et le dioxyde de carbone. Le substrat de départ n'est que partiellement transformé contrairement aux respirations dans lesquelles l'accepteur terminal d'électrons est généralement minéral, en particulier le dioxygène, et le substrat entièrement oxydé en dioxyde de carbone. Les respirations mettent en jeu des chaines de transports membranaires d'électrons.
Les fermentations ont lieu chez des levures et des bactéries, ainsi que dans les cellules musculaires en anaérobiose. Leur caractérisation au XIXe siècle contribua à la découverte des enzymes. Louis Pasteur estimait ainsi que des "ferments" étaient responsables de la fermentation alcoolique chez la levure.
Si le substrat de départ est le glucose, la voie utilisée est en général la glycolyse produisant de l'ATP par phosphorylation au niveau du substrat et du pyruvate, tant pour les fermentations que les respirations. Habituellement, les organismes fermentaires ne disposent pas de chaine respiratoire. Mais d'autres substrats que le glucose peuvent être utilisés, y compris des produits de fermentation du milieu.

## Types de fermentation
On distingue plusieurs types de réactions de fermentation par la nature des produits de la réaction, dépendant aussi des substrats de départ.

### Vue d'ensemble
Le schéma ci-dessous résume la plupart des fermentations. Chaque microorganisme ou organisme utilise un ou plusieurs de ses cheminements.

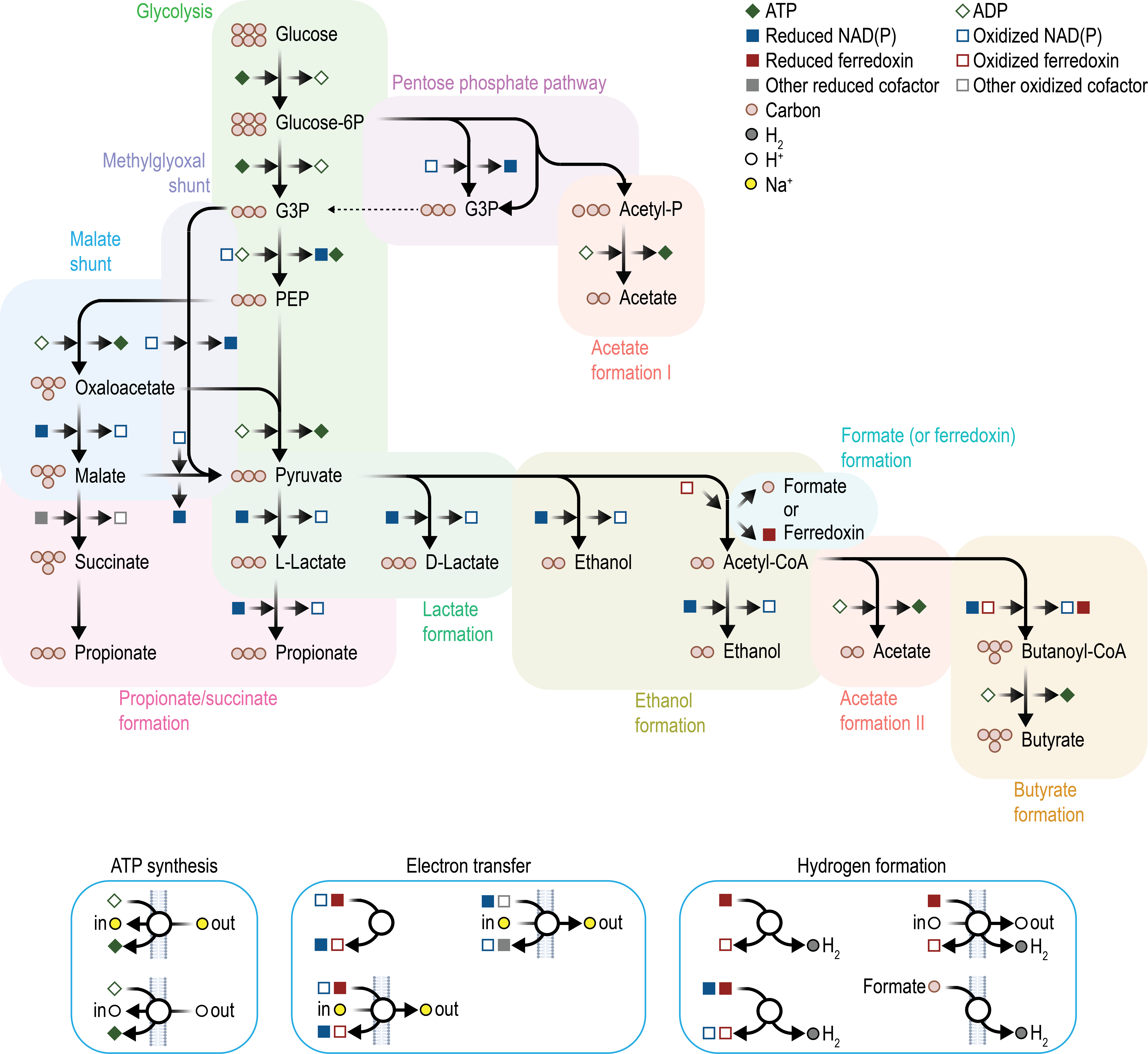
Overview_of_the_biochemical_pathways_for_fermentation_of_glucose

Les exemples qui suivent montrent la grande complexité des voies empruntées selon les microorganismes en cause et leur environnement. Le dihydrogène parfois produit est utilisé par des Archées méthanogènes pour produire, par respiration anaérobie, du méthane.

### Fermentation éthanolique (alcoolique)

Conversion (décarboxylation puis réduction) du pyruvate en éthanol.

La fermentation alcoolique est réalisée notamment par les levures et convertit des glucides tels que le glucose, le fructose et le saccharose — diholoside formé des deux précédents — en éthanol CH3CH2OH et dioxyde de carbone CO2 avec production d'une faible quantité d'énergie métabolique sous forme d'ATP. Elle est très rare chez les bactéries.
Lors de la formation de l'éthanol (réaction 2 ci-dessous), le pyruvate CH3COCOO− issu de la glycolyse (réaction 1) est d'abord décarboxylé en éthanal ou acétaldéhyde CH3CHO avec libération d'une molécule de dioxyde de carbone CO2, puis réduit en éthanol CH3CH2OH par l'alcool déshydrogénase avec oxydation d'une molécule de NADH en NAD+ :
| (1)   | C6H12O6 + 2 NAD+ + 2 ADP + 2 Pi → 2 ATP + 2 NADH + 4 H+ + 2 H2O + 2 CH3COCOO− |
| (2)   | 2 (CH3COCOO− + NADH + 2 H+ → NAD+ + CH3CH2OH + CO2)                           |
| (1+2) | C6H12O6 + 2 ADP + 2 Pi → 2 ATP + 2 H2O + 2 CH3CH2OH + 2 CO2                   |

### Fermentation lactique

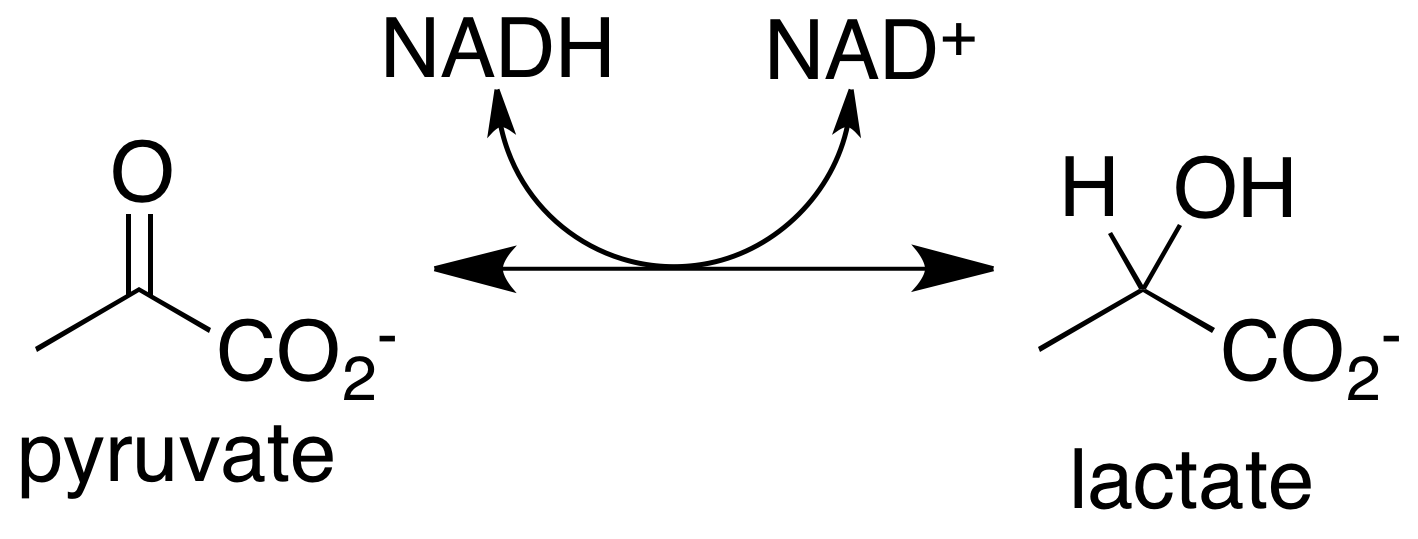
Conversion du pyruvate en lactate.

La fermentation lactique est une voie métabolique, réalisée par certaines bactéries et certaines cellules animales, qui convertit des glucides tels que le glucose, d'autres hexoses et des diholosides formés d'hexoses en lactate CH3CHOHCOO− avec production d'une faible quantité d'énergie métabolique sous forme d'ATP.
Lors de la formation du lactate (réaction 2 ci-dessous), le pyruvate CH3COCOO− issu de la glycolyse (réaction 1) est réduit en lactate par la lactate déshydrogénase avec oxydation d'une molécule de NADH en NAD+ :
| (1)   | C6H12O6 + 2 NAD+ + 2 ADP + 2 Pi → 2 ATP + 2 NADH + 4 H+ + 2 H2O + 2 CH3COCOO− |
| (2)   | 2 (CH3COCOO− + NADH + H+ → NAD+ + CH3CHOHCOO−)                                |
| (1+2) | C6H12O6 + 2 ADP + 2 Pi → 2 ATP + 2 CH3CHOHCOO− + 2 H+ + 2 H2O                 |
À titre de comparaison, en présence d'oxygène (O2), la respiration produit jusqu'à 36-38 moles d'ATP à partir d'une mole de glucose, soit environ 18-19 fois plus que la fermentation. Elle mobilise un appareil enzymatique plus complexe (voir le cycle de Krebs et la chaîne respiratoire). En termes évolutifs, la fermentation est privilégiée tant qu'il existe de grandes quantités de sucre et peu d'oxygène, ce qui correspond aux conditions de vie avant l'apparition de l'oxygène dans l'atmosphère. Dès que le sucre se raréfie et/ou que l'oxygène devient abondant, comme cela a débuté il y a environ deux milliards d'années et s'est achevé il y environ 250 millions d'années, intervient la respiration cellulaire ainsi que les organismes  capables de la mettre en œuvre. Notons que les mitochondries, lieu de la respiration cellulaire, sont des organites qui descendent des α-protéobactéries.
Il existe d'autres types de fermentation (fermentation butyrique, acétique,…).

### Fermentations hétérolactiques

#### - première voie
Elle est un équilibre entre deux voies : fermentation lactique d'une part et transformation de l'acétyl-CoA en acide éthanoïque.

#### - seconde voie
Elle utilise la voie des pentoses-phosphate fournissant de l'acétyl-phosphate et glycéraldéhyde-3-phosphate.
L'acétyl-phosphate est réduit en éthanol par la fermentation éthanolique mais peut aussi être transformé en acide éthanoïque (acétique) avec récupération d'une molécule d'ATP.
Le glycéraldéhyde-3-phosphate suit la voie de la fermentation lactique.
Les produits finaux sont donc l'éthanol et l'acide lactique, et une fraction d'acide éthanoïque.

### Fermentation acide-mixte et butane-diolique
Ces deux voies utilisent un enzyme Pyruvate formate lyase qui transforme le pyruvate issu de la glycolyse en acide méthanoïque (formique) et acétyl-CoA.

#### Fermentation acide-mixte
L'acide méthanoïque est transformé en dioxyde de carbone et d'hydrogène permettant l'élimination d'électrons sous forme de d'hydrogène.
L'acétyl-CoA suit les voies de fermentation éthanolique pour une part et de transformation en acide éthanoïque avec récupération d'une molécule d'ATP (passage par l'acétyl-phosphate).

#### Fermentation butane-diolique
La réaction fondamentale est la condensation de deux molécules de pyruvate en acétyl-lactate, décarboxylé en butane-dione (acétoine) qui est réduite en 2-3-butane-diol.
Une partie du pyruvate peut être utilisée comme dans la fermentation acide-mixte avec une production limitée d'acide éthanoïque.

### Fermentation butanoïque ou butyrique
La fermentation butanoïque produit de l'acide butanoïque à partir de l'acétyl-CoA. Deux molécules d'acétyl-CoA sont condensées par aldolisation (grâce à la thiolase ou Acétyl-CoA-acétyltransférase) en 2-oxo-3-hydroxy-butanoïque qui est réduit en acide butanoïque.
Une autre voie utilise 5 éthanol et 3 acétate pour former 4 butanoate et deux D'hydrogène (Clostridium kluyveri)

### Fermentation du butanoate (butyrate)
Le butanoate est transformé en acétate et deux molécules de méthanoate (formate) (Syntrophus aciditrophicus)

### Fermentation malolactique
Elle est réalisée par des bactéries. Elle permet de stabiliser les vins de garde. Il ne s'agit pas réellement de fermentation mais d'une décarboxylation de l'acide malique en acide lactique. Le processus est membranaire et permet le transfert de protons utilisés par la pompe à protons. L'équation chimique correspondante est la suivante :

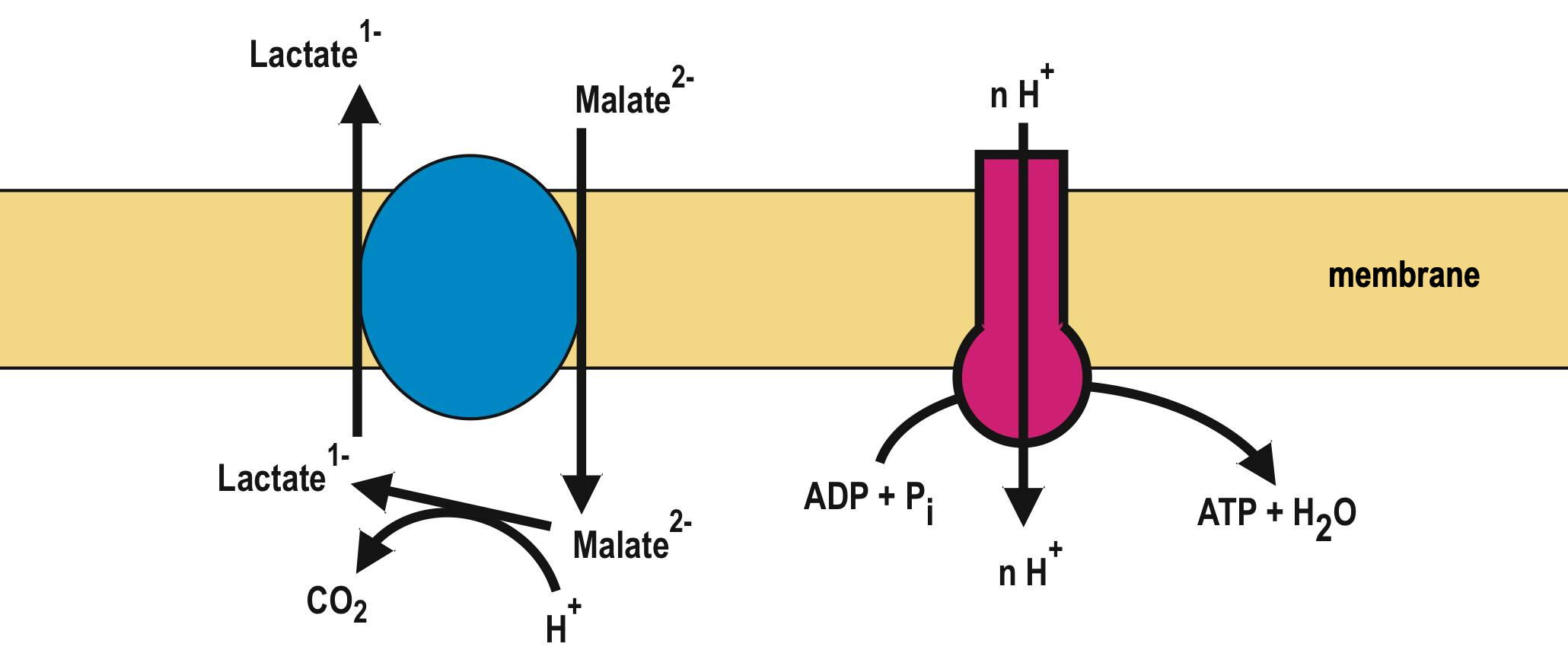
Fermentation malolactique

HOOC–CH2–CHOH–COOH → CH3–CHOH–COOH + CO2

### Fermentation propanoïque ou propionique
Elle transforme le pyruvate en Acide propanoïque et en propanol.

### "Fermentation acétique" ou acétification
Le terme fermentation est parfaitement inapproprié pour cette oxydation. Il s'agit d'un processus respiratoire utilisant une chaine respiratoire.
L'équation chimique pour l'oxydation de l'éthanol en acide acétique est la suivante : 
CH3CH2OH + O2 → CH3COOH + H2O
La valeur de l'enthalpie de cette réaction est -348 kJ/mol.

## Rôles physiologiques

### Fermentation éthanolique (alcoolique)
La fermentation alcoolique ou fermentation éthanolique est réalisée par de nombreux organismes vivants (rares bactéries, levures) de manière permanente ou occasionnelle dans des milieux dépourvus d'oxygène. La propriété de certaines levures à transformer le sucre (saccharose) en éthanol comme seul produit de fermentation est utilisée par l'homme dans la production de boissons alcooliques (et non boissons alcoolisées, comme on peut le lire improprement dans la presse ou l'entendre, car l'alcoolisation se fait de manière spontanée et non par adjonction d'éthanol/alcool), et pour la fabrication du pain. La température idéale de fermentation est de 35 °C à 40 °C mais dépend des levures utilisées.
La  fermentation éthanolique peut être naturelle, des jus sucrés étant fermentés par des levures naturellement présentes, ou provoquée par addition de levures à un mout sucré (jus de canne à sucre ou betterave) ou à de la pâte à pain.
Ce phénomène est scientifiquement connu depuis les travaux des chimistes Jean-Antoine Chaptal (à la suite des travaux de François Rozier et d'Antoine Lavoisier), de Gay-Lussac (1817), de Pasteur (1866) et de Buchner (1897) qui mettra en évidence le caractère enzymatique de la transformation du sucre en éthanol. Sa connaissance relève de la chimie, de l'enzymologie et de la microbiologie.

### Fermentation lactique

#### Fermentation du lactose du lait
La fermentation lactique est très utilisée en fromagerie. Les yaourts sont obtenus à partir de lait pasteurisé puis refroidi et ensemencé avec deux souches  de bactéries, L. Bulgaricus (Lactobacillus delbrueckii subsp. bulgaricus) et Streptococcus thermophilus, et incubée selon le procédé de fermentation et le produit à fermenter. De façon plus complexe, la fermentation lactique intervient dans les fromages.

#### Fermentation du chou en choucroute
La fabrication de la choucroute est réalisée par fermentation lactique en présence de 2 à 3 % de chlorure de sodium. Le processus est arrêté lorsque la teneur en acide lactique atteint environ 1,5 %.

#### Ensilage (agriculture)
La fermentation lactique est favorisée lors de l’ensilage des produits agricoles, car l’acidité produite empêche le développement d’autres micro-organismes pouvant provoquer la putréfaction des produits ensilés.

#### Fermentation par la flore intestinale
La présence de ferments lactiques dans la flore intestinale serait très favorable à un bon fonctionnement de l’intestin. Elle a notamment un effet protecteur. Cette affirmation est à confirmer dans la mesure où la survie et l'implantation des bactéries lactiques est peu probable.

#### Contraction musculaire et fermentation lactique
Enfin, au cours des processus anaérobies présidant à la contraction musculaire, le glycogène qui est un polymère glycosylé libère du glucose grâce à une enzyme, la glycogène phosphorylase, le glucose rejoint ensuite la glycolyse et forme deux équivalents de pyruvate. Ceux-ci sont alors transformés en acide lactique par une lactate déshydrogénase, lequel est ultérieurement oxydé au cours des processus aérobiques. La fermentation lactique est une réaction chimique pouvant se dérouler en cas de privation d'oxygène dans les cellules musculaires. Les muscles ayant besoin d'une grande quantité d'énergie en cas d'activité physique, consomment une grande quantité de sucre et surtout, d'oxygène. Le glucose et l'oxygène nécessaires à la réaction de respiration cellulaire sont stockés dans la cellule et renouvelés par la circulation sanguine. La quantité d'oxygène apportée peut ne pas être suffisante, soit en cas d'effort bref et intense (compte tenu du délai entre le débit de repos et le débit en plein effort), ou bien encore alors que le débit maximum d'oxygène est déjà atteint (pendant le sprint final), alors que du sucre reste disponible ; les cellules musculaires réalisent alors la fermentation lactique pour produire de l'énergie.
L'augmentation de la concentration en ions lactates dans les cellules musculaires est une des raisons de la fatigue après une activité intense. En effet, ces ions lactates changent le pH intracellulaire et modifient de fait les conditions de fonctionnement enzymatiques de la cellule qui ne peut plus travailler correctement.
Néanmoins, des recherches récentes suggèrent que l'augmentation d'ions K+ pourrait être à blâmer, alors que l'excès de lactate (forme ionisée de l'acide lactique) entraînerait une augmentation des performances musculaires. Le lactate excédentaire étant « recyclé » en pyruvate par les cellules hépatiques par le cycle de Shemin (à vérifier).

### "Fermentation acétique" en vinaigrerie
Il ne s'agit pas d'une fermentation mais d'une respiration aérobie.
Des colonies de certaines espèces de bactéries acétiques interviennent en vinaigrerie dans l'acescence de solutions aqueuses contenant de l'éthanol. Elles s'organisent en un biofilm dénommé mère de vinaigre, en présence d'air dans un contenant non ouillé.
Des colonies de bactéries acétiques très tolérantes à l'éthanol et l'acide acétique interviennent dans l'acescence d'une solution aqueuse d'alcool éthylique issue de la fermentation alcoolique d'un moût : mélasse pour le vinaigre d'alcool, moût de raisins pour celui de vin, malt pour celui de bière, moût de pommes pour celui de cidre, moût de poires pour celui de poiré, moût de miel pour celui d'hydromel, moût de riz pour celui de riz, moût de banane-poyo pour celui de bière de banane...
Les espèces de bactéries acétiques intervenant dans le processus d'acescence en vinaigre de vin sont principalement : Acetobacter aceti, Gluconobacter oxydans, Acetobacter orleanensis, Acetobacter œni et Gluconoacetobacter europaeus dont la tolérance à l'éthanol et l'acide acétique est la plus forte. Déposée sur une surface de 1 m2, une colonie de cette dernière constitue un biofilm de 0,5 g/m2 (à l'état sec) en 24 heures à 20 °C. En 48 heures, une seule bactérie produit son propre poids en acide acétique à condition de disposer d'une grande quantité d'oxygène ou d'un accepteur d'hydrogène (notamment du bleu de méthylène). Sa mise en culture rationalisée permet d'accélérer le processus d'acescence qui nécessitait jadis au moins trois semaines.
Gluconoacetobacter kombuchae, Acetobacter aceti, Gluconobacter oxydans et Gluconoacetobacter xylinum peuvent se développer en symbiose avec certaines levures (schizosaccharomyces pombe, Brettanomyces bruxellensis, Torulaspora delbrueckii…) dans certaines boissons s'apparentant au vinaigre, notamment dans la kombucha qui est une boisson acidulée ayant subi une fermentation acétique…
Acetobacter pomorum intervient principalement dans l'élaboration des vinaigres de cidre et de poiré, Acetobacter lambici dans celle du vinaigre de bière, Acetobacter papayae dans celles des vinaigres de fruits tropicaux dont le moût a subi une fermentation alcoolique : vinaigre d'ananas, de banane-poyo, de fruit de la passion, de corossol, de papaye, de mangue...

## Procédés de fermentation

### Vinification

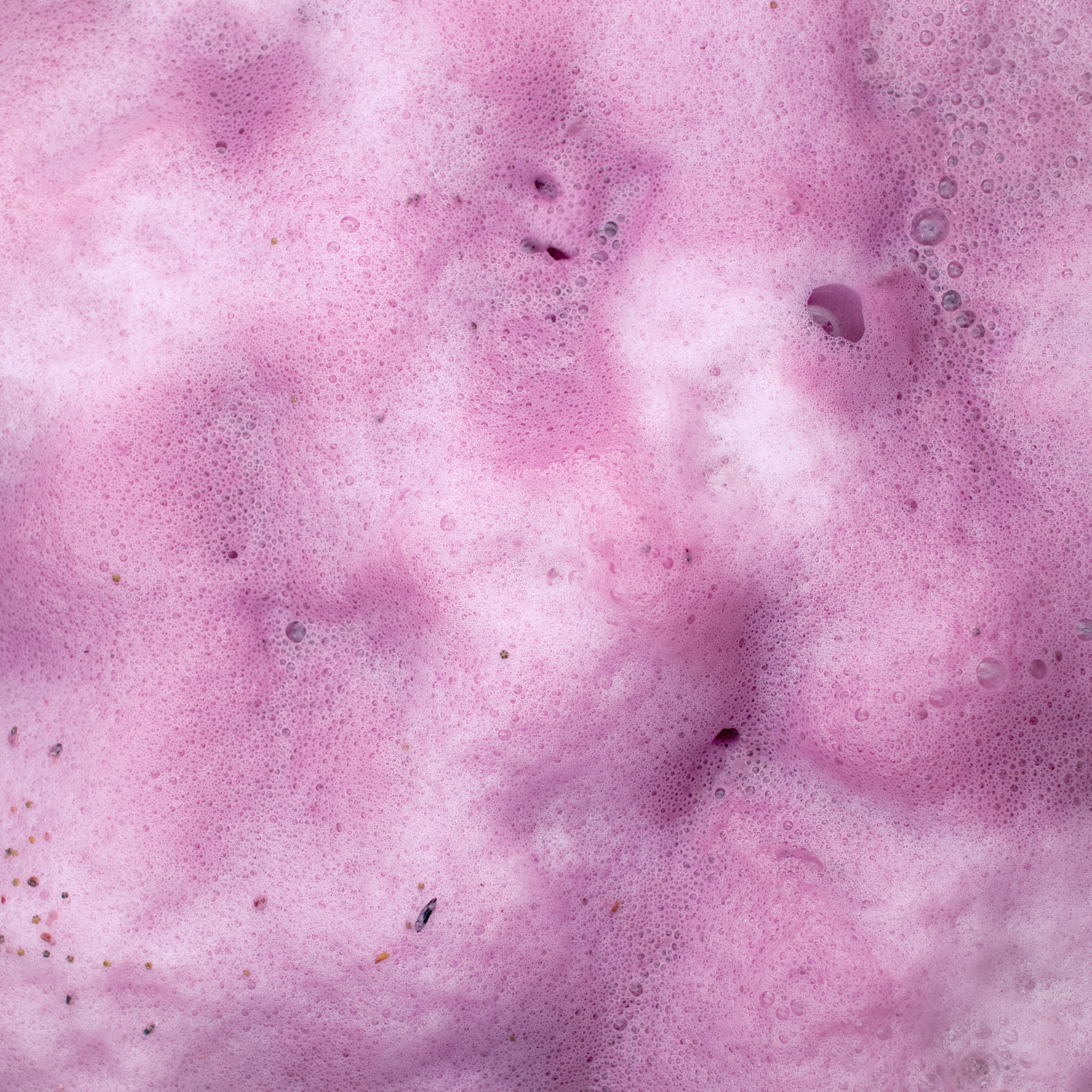
Fermentation d'un vin rosé.

Pour le vin, ce sont les levures qui se trouvent naturellement sur la pruine qui, après pressurage (vin blancs et rosés) ou pendant la cuvaison (vins rouges) vont transformer le sucre présent dans les baies de raisin en éthanol.
En œnologie, les principaux objectifs de la fermentation alcoolique d'un jus de raisin en vin sont les suivants :
- assurer la fermentation plus ou moins complète et rapide des sucres ;
- éviter la production d'acidité volatile pendant la fermentation ;
- éviter la production de composés soufrés à odeurs désagréables pendant la fermentation ;
- aboutir à l'objectif aromatique et gustatif.

Ces étapes peuvent être provoquées par l’addition d'une levure sélectionnée pour ses caractéristiques fermentaires.
La conduite de la fermentation alcoolique d'un moût de raisin nécessite de maîtriser les facteurs influant directement sur la vie et la survie d'une population de levures.

### Fermentation du glucose
La fermentation est une des étapes de la fabrication de la bière. Cette étape consiste à ensemencer le moût avec une certaine quantité de levures afin que ces levures transforment les glucides présents en alcool et en CO2. Ces glucides (glucose, maltose…) proviennent de l'action des amylases  du malt (orge germé) sur le substrat amidon (orge, maïs, blé…). Il existe quatre types de fermentation : basse, haute, spontanée et mixte.

### Faisandage
Le faisandage des venaisons est dû à la fermentation bactérienne de leur contenu intestinal, les protéases des bactéries désorganisant les muscles et les tendons robustes (processus de protéolyse) développés par la vie sauvage du gibier.

### Produits laitiers fermentés
Parmi les plus emblématiques des produits laitiers subissant une fermentation se retrouvent les fromages et les yaourts, ainsi que tous les laits fermentés. Les acides produits (en particulier acide lactique) permettent une conservation du produit, conservé toutefois au froid.

### Méthanisation
Il ne s'agit pas de fermentation mais de respiration (anaérobie).
Les archées responsables utilisent les produits de fermentation et le dioxyde de carbone et avant tout le dihydrogène.
Dans le domaine du traitement des déchets organiques et de la production d'énergie renouvelable, la méthanisation permet de transformer la matière organique (pollution organique, fumier, déchets ménagers fermentescibles) en biogaz. Elle consiste essentiellement à réaliser la fermentation des substrats (hydrolyse des macromolécules puis fermentation des monomères avec production d'alcools, d'acides à courtes chaines et de gaz, i'hydrogène et dioxyde de carbone) puis la méthanogenèse qui utilise les gaz produits pour former le méthane par respiration. Des substrats à une molécule de carbone comme le méthanoate (formate) peuvent aussi être utilisés.

## Histoire

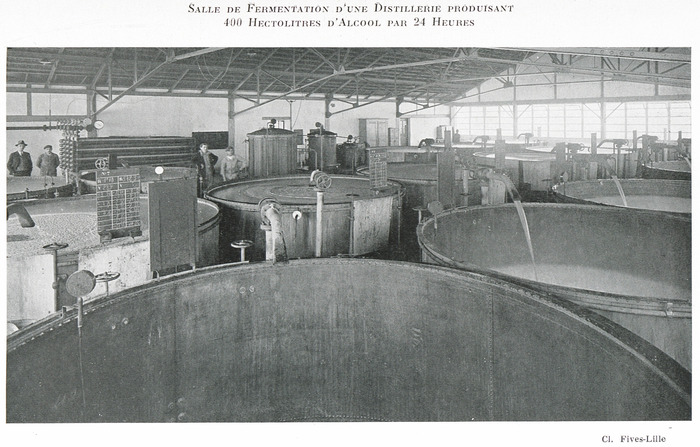
Salle de fermentation d'une distillerie, extrait de : [http://www.manioc.org/patrimon/NAN13049 Le rhum : sa fabrication, sa chimie

La fermentation précède la maîtrise par l'homme de ce procédé ; en effet, c'est un phénomène naturel qui se produit lors de la décomposition de la matière organique : les fruits fermentent sans aucune intervention humaine, la fermentation spontanée d'un mélange d'eau et de farines donne du pain au levain naturel, des laits fermentés sont obtenus par la fermentation spontanée des micro-organismes naturellement présents dans le lait, les outres ou l'environnement. L'utilisation de la fermentation par les humains est un processus très ancien qui s’est développé, de manière indépendante et simultanée dans plusieurs régions du monde. Elle remonterait au Paléolithique pour la conservation des aliments, et au Néolithique pour la production de certaines boissons (bière, vin). Elle contribue à la détoxication de plantes sauvages ou domestiquées (par exemple, fermentation du manioc par rouissage, fermentation lactique des choux sauvages pour faire de la choucroute, fermentation des légumineuses toxiques telles que le soja, la poudre de miso, les graines de néré), à l'acidification qui élimine les bactéries pathogènes, à la maturation de la viande (faisandage des venaisons), à l'apport par les agents fermentaires microbiens de vitamines, à l'augmentation de la biodisponibilité des minéraux (par exemple la panification des céréales riches en phytates déminéralisant — orge, millet, amidonnier, engrain, épeautre, froment — grâce à la phytase des lactobacilles du levain éliminant ces phytates lors de la fermentation), à la production de produits laitiers dont la fermentation élimine le lactose toxique du lait (typiquement les fromages qui l'éliminent dans le lactosérum et par la fermentation lactique dans le caillé) mal toléré par les populations adultes de l'époque ou dont la lactase des ferments conserve son activité (caractéristique des yaourts). La fermentation a ainsi permis aux hommes du Néolithique de s'adapter à la transition nutritionnelle due aux nouvelles ressources alimentaires introduites par l'agriculture et l'élevage, transition marquée par la généralisation de la consommation des céréales et des légumineuses cultivées, et l'apparition de la consommation de produits laitiers fermentés.
L'appertisation développée au XIXe siècle met fin aux techniques traditionnelles de conservation de la viande telles que le salage, le fumage, mais aussi faisandage systématique des venaisons.
Au début du XXIe siècle, ce sont plus de 5 000 aliments dans le monde que la tradition doit à la fermentation (boissons alcoolisées ou non, produits laitiers, produits carnés comme le saucisson, ou des végétaux, comme la choucroute).